# Ивановский, Дмитрий Иосифович
Дми́трий Ио́сифович Ивановский (28 октября [9 ноября] 1864, Низы, Гдовский уезд, Петербургская губерния — 20 апреля 1920, Ростов-на-Дону) — русский физиолог растений и микробиолог, основоположник вирусологии. Ученик А. С. Фаминцына.

## Биография
Родился 28 октября (9 ноября) 1864 года в Петербургской губернии в селе Низы (ныне затоплено Нарвским водохранилищем). Имел старшего брата Алексея (1863—1903), который стал известным синологом.
В 1883 году с золотой медалью окончил Ларинскую гимназию и поступил на физико-математический факультет Санкт-Петербургского университета. При окончании университета в 1888 году был оставлен при кафедре ботаники. С 1890 года — ассистент ботанической лаборатории Петербургской академии наук. Под руководством А. Н. Бекетова, А. С. Фаминцына и X. Я. Гоби изучал физиологию растений и микробиологию. В 1895 году защитил магистерскую диссертацию и в качестве приват-доцента Петербургского университета начал чтение лекций по физиологии низших организмов, а с 1896 — по анатомии и физиологии растений. С 1901 года — экстраординарный, а с 1903-го — ординарный профессор Варшавского университета. В Варшаве одновременно преподавал на Высших женских курсах.
Ещё будучи студентом, интересовался болезнями растений и изучал на Украине и в Молдавии распространение рябухи, уничтожавшей урожаи табака. Позднее его особенно заинтересовала мозаичная болезнь этого растения, ранее смешиваемая с рябухой. Высказал гипотезу о бактериальном происхождении мозаичной болезни табака, считая, что фильтрат содержит либо мельчайшие бактерии, либо токсин, выделяемый ими и способный вызвать заболевание. Особые организмы, вызывавшие болезнь — вирусы мозаичной болезни табака — удалось впервые увидеть в электронный микроскоп только в 1939 году. Пятилетний цикл работ по исследованию болезней табака был начат Ивановским в 1887 году, однако именно 1892 год, когда в февральском номере журнала «Сельское хозяйство и лесоводство» была опубликована статья Ивановского «О двух болезнях табака», считается начальной точкой развития вирусологии, выросшей в самостоятельную область науки. Краткая версия этой статьи на немецком языке была опубликована также в «Трудах Императорской академии наук Санкт-Петербурга». Доклад о своих работах Ивановский сделал на заседании Российской Академии наук 12 февраля 1892 года. Ивановскому удалось разглядеть в световой микроскоп и зарисовать скопления вирусов, которые позднее в СССР называли «кристаллами Ивановского».
Открытие вирусов сыграло огромную роль в развитии ряда научных дисциплин: биологии, медицины, ветеринарии и фитопатологии. Оно позволило расшифровать этиологию таких заболеваний, как бешенство, оспа, энцефалиты и многих других. Ивановский занимался также изучением процесса спиртового брожения и влияния на него кислорода, хлорофилла и других пигментов зелёных листьев, участвующих в процессе фотосинтеза. Известны также его работы и по общей сельскохозяйственной микробиологии. Ивановский был дарвинистом, подчёркивал зависимость организмов от условий окружающей среды и доказывал эволюционное значение этого факта.
В 1903 году защитил докторскую диссертацию «Мозаичная болезнь табака» (опубликована на немецком языке), удостоен Киевским университетом учёной степени доктора ботаники.
В дальнейшем Ивановским было проведено научное исследование воздушного питания растений, он сосредоточил своё внимание на изучении состояния хлорофилла растений, значении каротина и ксантофилла для растений, устойчивости хлорофилла к свету в живом листе и второго максимума ассимиляции. Эти исследования Ивановский проводил совместно с М. С. Цветом — создателем метода адсорбированного хроматографического анализа. 1 января 1914 года был произведен в действительные статские советники.
В 1915 году Варшавский университет был эвакуирован в Ростов-на-Дону. Эвакуация не позволила перевезти лабораторию, которую Ивановский в течение многих лет создавал в Варшаве. Ивановскому пришлось всё заново организовывать. Работая в Донском университете (профессор с 1915 года), Ивановский участвовал в его общественной жизни как председатель отделения биологии Общества естествоиспытателей природы.
Наряду с работами Ивановского по вирусологии, принёсшими ему мировую известность, он проводил и другие исследования. Автор 180 публикаций, в том числе ряда работ в области почвенной микробиологии, физиологии и анатомии растений, 30 статей в энциклопедическом словаре Брокгауза и Ефрона и двухтомного учебника по физиологии растений.
Умер 20 апреля 1920 года в Ростове-на-Дону. Похоронен был на ныне не существующем Новопоселенском кладбище в Ростове-на-Дону. После ликвидации кладбища останки учёного были перезахоронены на Братском кладбище.

## Память
- В северо-восточной части Братского кладбища Д. И. Ивановскому установлен памятник[16].
- В 1950 году Институту вирусологии АМН СССР (ныне РАМН) было присвоено его имя.
- В Российской академии медицинских наук учреждена премия имени Д. И. Ивановского, которая присуждается один раз в три года за лучшую научную работу по вирусологии[17].
- Имя Д. И. Ивановского носит Академия биологии и биотехнологии Южного Федерального Университета в Ростове-на-Дону[18].
- В Санкт-Петербургском государственном университете появится музей Д. И. Ивановского[19].
- В 1946 году в честь Д. И. Ивановского был назван мыс в Охотском море[20].

## Сочинения
- О двух болезнях табака // Сельское хозяйство и лесоводство : Журнал Министерства государственных имуществ. — СПб., 1892. — Февраль (№ 2). — С. 108—121.
- Избранные произведения. — М., 1953 (библ.).